# Lista de bandeiras de Ruanda
A seguir esta é uma lista de bandeiras relacionadas com Ruanda.

## Bandeira nacional
| Bandeira | Data          | Uso                | Descrição |
| -------- | ------------- | ------------------ | --- |
|          | 2001–presente | Bandeira de Ruanda | Uma bandeira tricolor horizontal de azul claro (largura dupla), amarelo e verde; carregada com um sol amarelo-dourado no canto superior esquerdo. |

## Bandeira do governo
| Bandeira | Data          | Uso                              | Descrição                                                          |
| -------- | ------------- | -------------------------------- | ------------------------------------------------------------------ |
|          | 2001–presente | Bandeira do Presidente de Ruanda | Um campo branco com uma borda dourada e o selo nacional no centro. |

## Bandeira do grupo étnico
| Bandeira | Data        | Uso               | Descrição |
| -------- | ----------- | ----------------- | --------- |
|          | ? -presente | Bandeira dos tuás | [ 7 ]     |

## Bandeiras de partidos políticos
| Bandeira | Data          | Uso                                              | Descrição   |
| -------- | ------------- | ------------------------------------------------ | ----------- |
|          | 1990–presente | Bandeira do Interahamwe                          | [ 8 ] [ 9 ] |
|          | 1987–presente | Bandeira da Frente Patriótica Ruandesa           | [ 10 ]      |
|          | 1975–1994     | Bandeira do MRND                                 | [ 11 ]      |
|          | 1992–1994     | Bandeira da Coligação para a Defesa da República |             |

## Bandeiras históricas
| Bandeira | Data      | Uso                                             | Descrição                                                                                    |
| -------- | --------- | ----------------------------------------------- | -------------------------------------------------------------------------------------------- |
|          | 1962–2001 | Segunda bandeira da República de Ruanda         | Uma bandeira tricolor vertical de vermelho, amarelo e verde com uma letra R preta no centro. |
|          | 1959–1961 | Primeira bandeira da República de Ruanda        | Uma bandeira tricolor vertical de vermelho, amarelo e verde.                                 |
|          | 1926–1945 | Primeira bandeira do Congo Belga                | [ 16 ]                                                                                       |
|          | 1916–1959 | Bandeira do Reino da Bélgica                    | [ 17 ]                                                                                       |
|          | 1890–1916 | Bandeira do Império Alemão                      | [ 18 ]                                                                                       |
|          | 1890–1916 | Bandeira colonial alemã                         |                                                                                              |
|          | 1890–1916 | Bandeiras da Companhia Alemã da África Oriental | [ 19 ]                                                                                       |
|          | 1914–1916 | Bandeira proposta para a África Oriental Alemã  | [ 20 ]                                                                                       |